# Johannes Gartman
Johannes (Johan) Gartman, född den 6 oktober 1624 i Mariestad , död den 1 oktober 1684 , var professor i juridik vid Uppsala universitet 1668-1684 .

## Familj
Johans föräldrar var enligt uppgift från okänd källa Nils Johansson och Katarina Johansdotter. Namnet Gartman tog han sig senare i livet, oklart när. Johan Gartman gifte sig den 17 november 1670 med änkan Margareta Eriksdotter Angerman, en syster till Johan Upmarck Rosenadler. Paret fick fem söner, varav tre dog unga. Namngivna är Johannes (Johan) (1671-1745), Ericus (Erik) (1673-1673) och Nicolaus (Nils) (1677-1677). En styvdotter, Margareta, var gift med Johan Bilberg.

## Liv och karriär
Johannes Nicolai (Nilsson) skrevs 1647 in vid Uppsala universitet där han först studerade teologi och orientaliska språk. I samband med att han 1653 blev informator för riksrådet Erik Karlsson Gyllenstiernas söner Konrad och Kristofer övergick han dock till att studera juridik.
Ca 1656 reste han med sina gyllenstiernska disciplar ut i Europa, där han besökte flera universitet (bland annat det i Leiden). Sammanlagt tillbringade han cirka 9 år på resor i Belgien, England, Frankrike, Italien och Tyskland.
Gartman återkom till Uppsala 1667 och var under någon tid 1668 bibliotekarie hos Magnus Gabriel de la Gardie. Han utnämndes i juni samma år till ordinarie professor av regeringen. Han installerades dock inte förrän i maj 1670. Han blev universitetets rektor två gånger (1672 och 1679) samt inspektor för Värmlands nation 1676.
I mitten på 1670-talet anklagades Gartman för att ha köpt upp 200 tunnor råg som han tänkte sälja i Bergslagen, som var Uppsala spannmålshandlares speciella avsättningsort. Han åtalades och rågen togs i beslag, men saken gjordes slutligen upp genom förlikning.
Under läsåret 1683-1684 verkar Gartman ha varit sjuk; han anger i föreläsningskatalogen för hösten 1684 att han föregående år delvis varit hindrad på grund av sjukdom och att han hoppades kunna ha viss undervisning under hösten. Johan Gartman dog dock i oktober samma år.
Enligt Värmlands nation (1939) räknades Johan Gartman till sin tids lärdaste män. Han beskrevs som ytterst vänlig, uppriktig, mild och försynt i sitt uppträdande. I samband med åtalet för spannmålshandel (se ovan) intygade hans svärfar, rådmannen Erik Angerman, att "han är sannerligen ingen arg själ". Enligt samma källa verkade han ha varit både populär och allmänt aktad samt en duglig och effektiv professor.